# Hassan Johnson
Hassan Iniko Johnson (Brooklyn (New York), 19 november 1976) is een Amerikaans acteur en filmproducent. 

## Filmografie

### Films
Uitgezonderd korte films.
- 2023 Story Ave - als Reggie
- 2022 Hunther - als Charlie
- 2021 Better Than My Last - als Damion Carter
- 2020 Guns and Grams - als Freaky
- 2020 Equal Standard - als Justice
- 2020 Lethal Procedures - als Ray Thornton
- 2019 Standing Up, Falling Down - als Aaron
- 2018 Blood Brother - als Joe
- 2018 Ladies Love Leo Littles: A Lesson in Chivalry - als Leo Littles
- 2018 A Talent for Trouble - als Sean Wellington
- 2017 Bobbi Kristina - als Bobby Brown
- 2016 Guns and Grams - als Freaky
- 2015 Staten Island Summer - als Murray
- 2015 Ovum - als Barnard
- 2015 Top Five - als Craig
- 2014 An American in Hollywood – als Paul
- 2014 Happy Baby - als Marco
- 2013 Last I Heard – als agent Butler
- 2013 Newlyweeds – als Two Fot Three
- 2010 Gun – als Clinton
- 2009 A Day in the Life – als Mr. Fix It
- 2009 Frankenhood – als Marcellus
- 2009 Brooklyn's Finest – als Beamer
- 2008 Who's Deal? – als Clock
- 2008 American Dream – als Wisdom
- 2007 I Tried – als KP
- 2003 Marci X – als Tinfoil
- 2002 Paid in Full – als medeplichtige
- 2001 Prison Song – als Jay
- 2000 Amour Infinity – als Silence
- 1999 Black and White – als Iniko
- 1999 In Too Deep – als Latique
- 1998 Belly – als Mark
- 1997 The Devil's Own – als tiener
- 1995 Clockers – als Skills

### Televisieseries
Uitgezonderd eenmalige gastrollen.
- 2021 - 2022 Flatbush Misdemeanors - als Drew - 20 afl.
- 2020 For Life - als Bobby Latimer - 9 afl.
- 2019 - 2020 The Last O.G. - als Howard - 2 afl.
- 2017 The Breaks - als rechercheur Anthony Purdell - 3 afl.
- 2012 Dead Man's Trigger – als agent Patel – 6 afl.
- 2002 – 2008 The Wire – als Roland Brice – 19 afl.
- 2005 – 2007 ER – als Darnell Thilbeaux – 7 afl.

### Computerspellen
- 2013 Grand Theft Auto V - als Harold 'Stretch' Joseph

### Filmproducent
- 2022 Hunther - film
- 2018 A Talent for Trouble - film
- 2015 Conjure - korte film
- 2011 Within the Shadowz of Belize: A Green Day Arises - korte film